# کایلر (ویسکانسین)
کایلر (به انگلیسی: Kieler) یک منطقهٔ مسکونی در ایالات متحده آمریکا است که در Jamestown واقع شده‌است. کایلر ۴۹۷ نفر جمعیت دارد.